# Gargara aterrima
Gargara aterrima är en insektsart som beskrevs av William Lucas Distant 1915. Gargara aterrima ingår i släktet Gargara och familjen hornstritar. Inga underarter finns listade i Catalogue of Life.